# Rafael Joseffy
Rafael Jossefy (ur. 3 lipca 1852 w Hunfalu, zm. 25 czerwca 1915 w Nowym Jorku) – amerykański pianista pochodzenia węgierskiego.

## Życiorys
W wieku 8 lat rozpoczął naukę gry na fortepianie w Miszkolcu, następnie kształcił się w Budapeszcie. W 1866 roku podjął naukę u Ernsta Friedricha Wenzla w konserwatorium w Lipsku, gdzie pobierał też lekcje u Ignaza Moschelesa. W latach 1868–1870 był uczniem Karola Tausiga w Berlinie. Latem 1870 i 1871 roku przebywał u Ferenca Liszta w Weimarze.
Jako pianista debiutował w Berlinie w 1870 roku. W 1879 roku wyemigrował do Stanów Zjednoczonych, gdzie początkowo grał w Nowym Jorku z orkiestrą Leopolda Damroscha. Później koncertował z orkiestrą Theodore’a Thomasa. W latach 1888–1906 wykładał w nowojorskim National Conservatory. Propagował nieznaną wówczas szerzej w Ameryce twórczość Johannesa Brahmsa. Wykształcił wielu pianistów. Wydał w 15 tomach dzieła wszystkie Fryderyka Chopina, opublikował też pracę School of Advanced Piano Playing (Nowy Jork 1902). Opracowywał aranżacje utworów m.in. Bacha, Boccheriniego i Glucka.